# Irvineia orientalis
Irvineia orientalis är en fiskart som beskrevs av Trewavas, 1964. Irvineia orientalis ingår i släktet Irvineia och familjen Schilbeidae. Inga underarter finns listade i Catalogue of Life.